# Pupping
Pupping település Ausztriában, Felső-Ausztria tartományban, az Eferdingi járásban. Tengerszint feletti magassága 270 méter, területe 13,2 km².

## Elhelyezkedése
Pupping Hartkirchen, Feldkirchen an der Donau, Alkoven, Fraham, Eferding, Hinzenbach és Stroheim településekkel határos.

## A település részei
- Altau (23 fő 2023-ban)
- Au bei Brandstatt (59)
- Au bei hohen Steg (62)
- Auhof (20)
- Brandstatt (97)
- Friedlau (4)
- Goldenberg (51)
- Gstaltenhof (6)
- Gstöttenau (181)
- Leumühle (312)
- Oberschaden (185)
- Pupping (136)
- Taubenbrunn (105)
- Unterschaden (114)
- Waschpoint (249)
- Wörth (186)

## Története
Puppingot először 994-ben említik Puppinga néven. Az eredetileg a Bajor Hercegség keleti részén található település a 12. század óta az Osztrák Hercegséghez tartozik. 1490-től a főhercegségben a Felső-Ennsi Ausztriához (Österreich ob der Enns) csatolták.

## Közlekedés

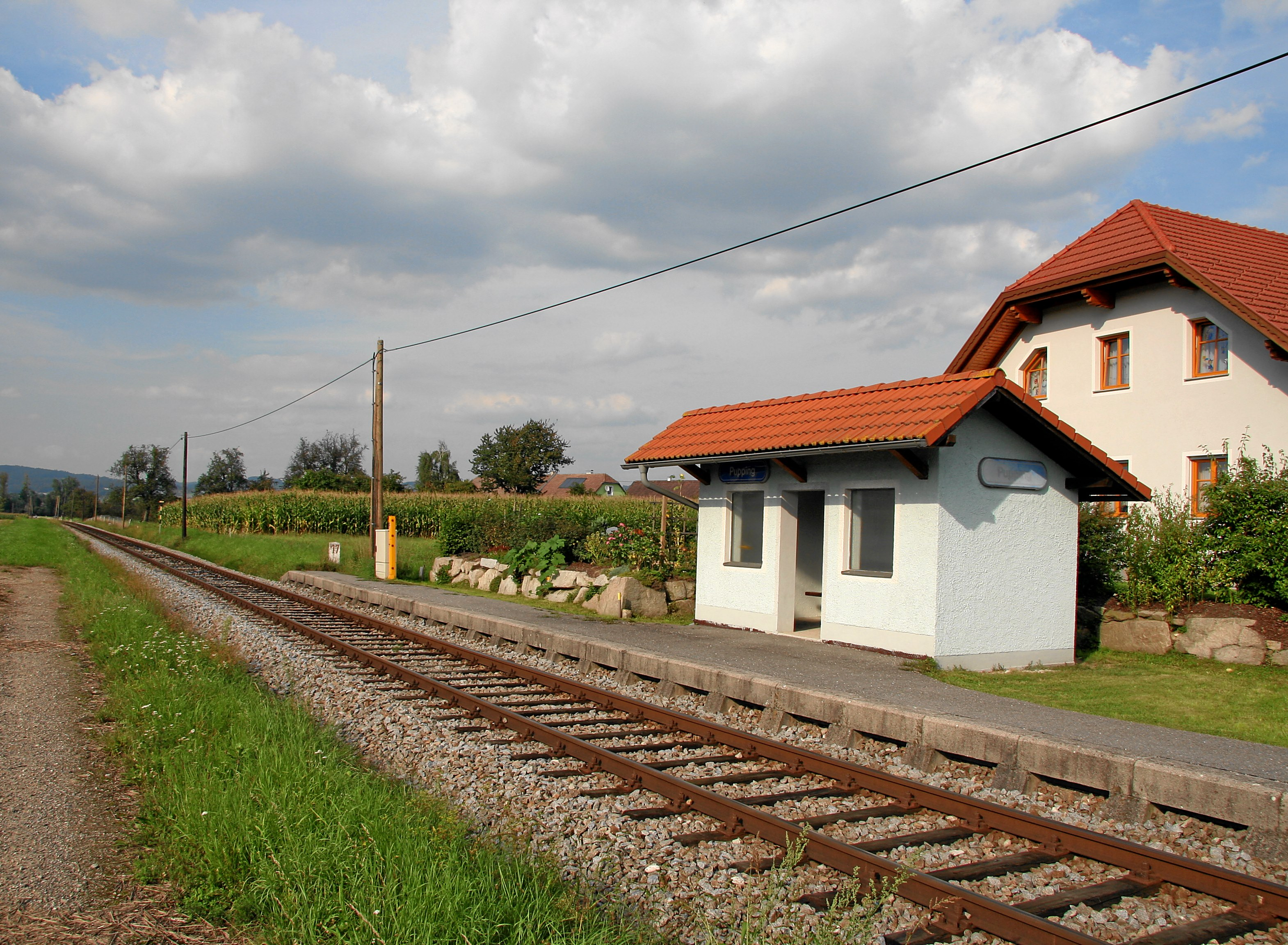
Az állomás

Az Aschacher Bahn áthalad a településen.

## Népessége
| 2016 | 1 836 |
| 2018 | 1 824 |

## Érdekességek
Itt hunyt el 994. október 31-én Regensburgi Szent Wolfgang püspök.

## Látnivalók
- Az auhofi kately
- A kolostor
- A Szent Wolfgang kápolna

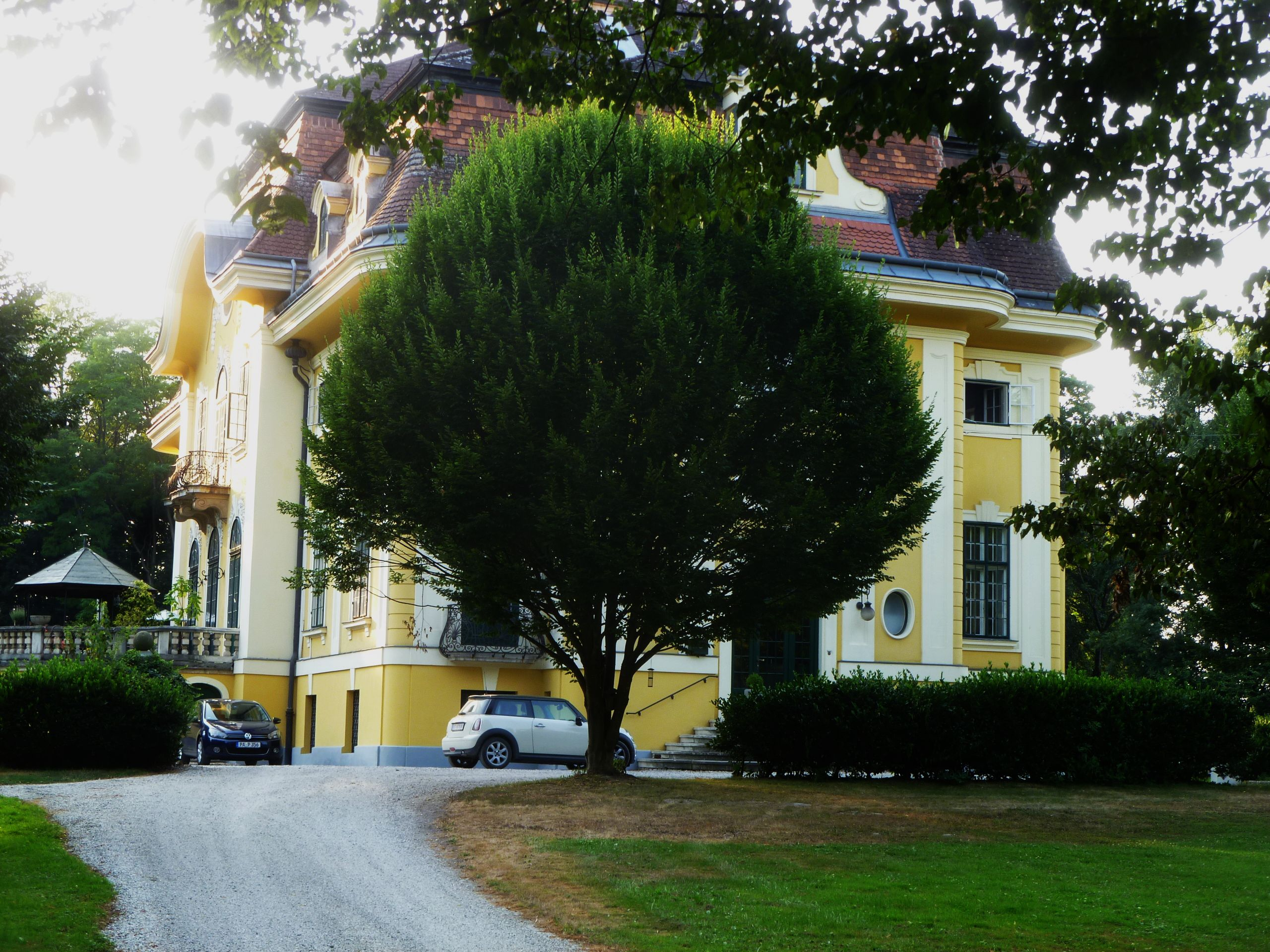
A kastély
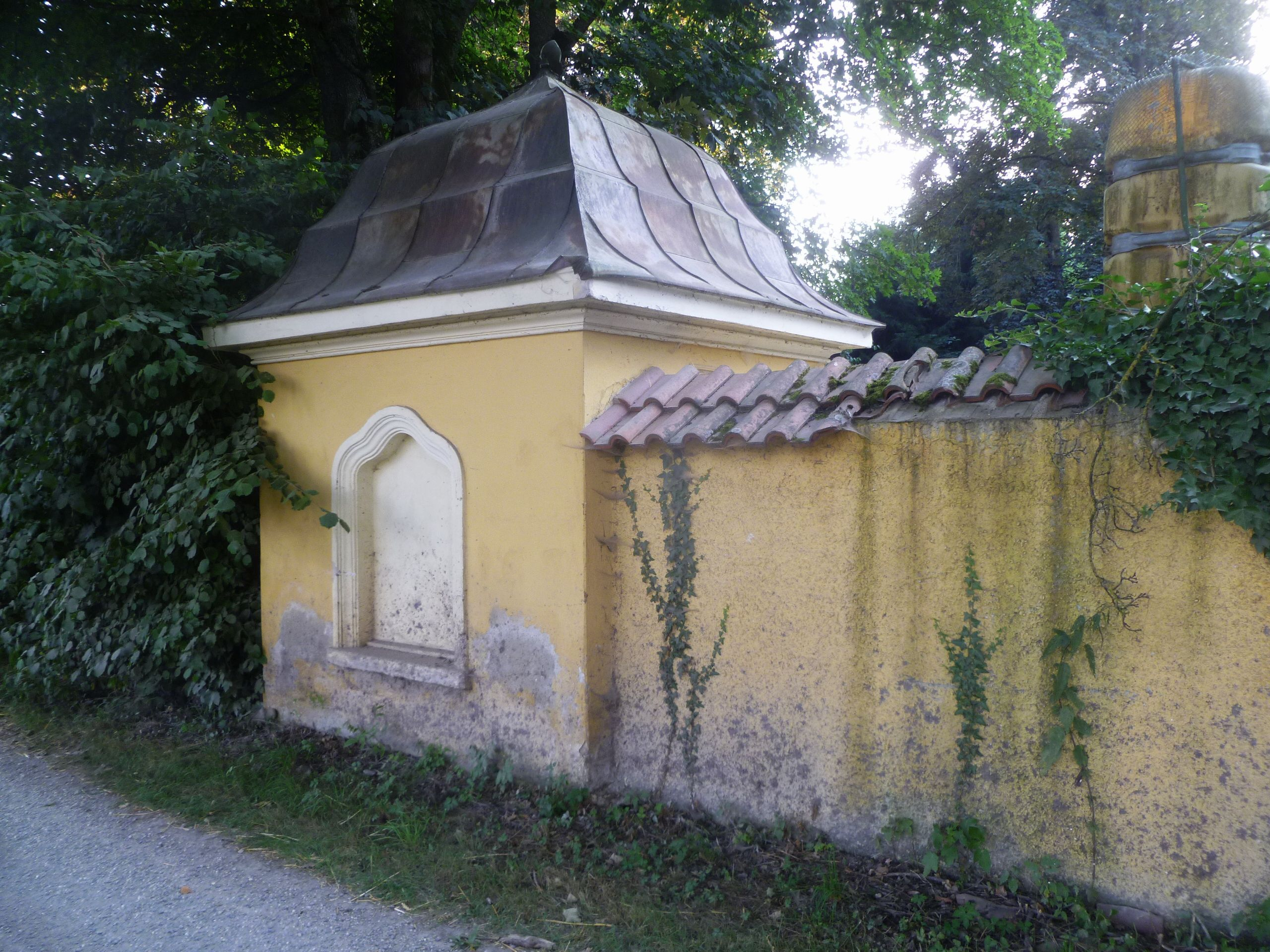
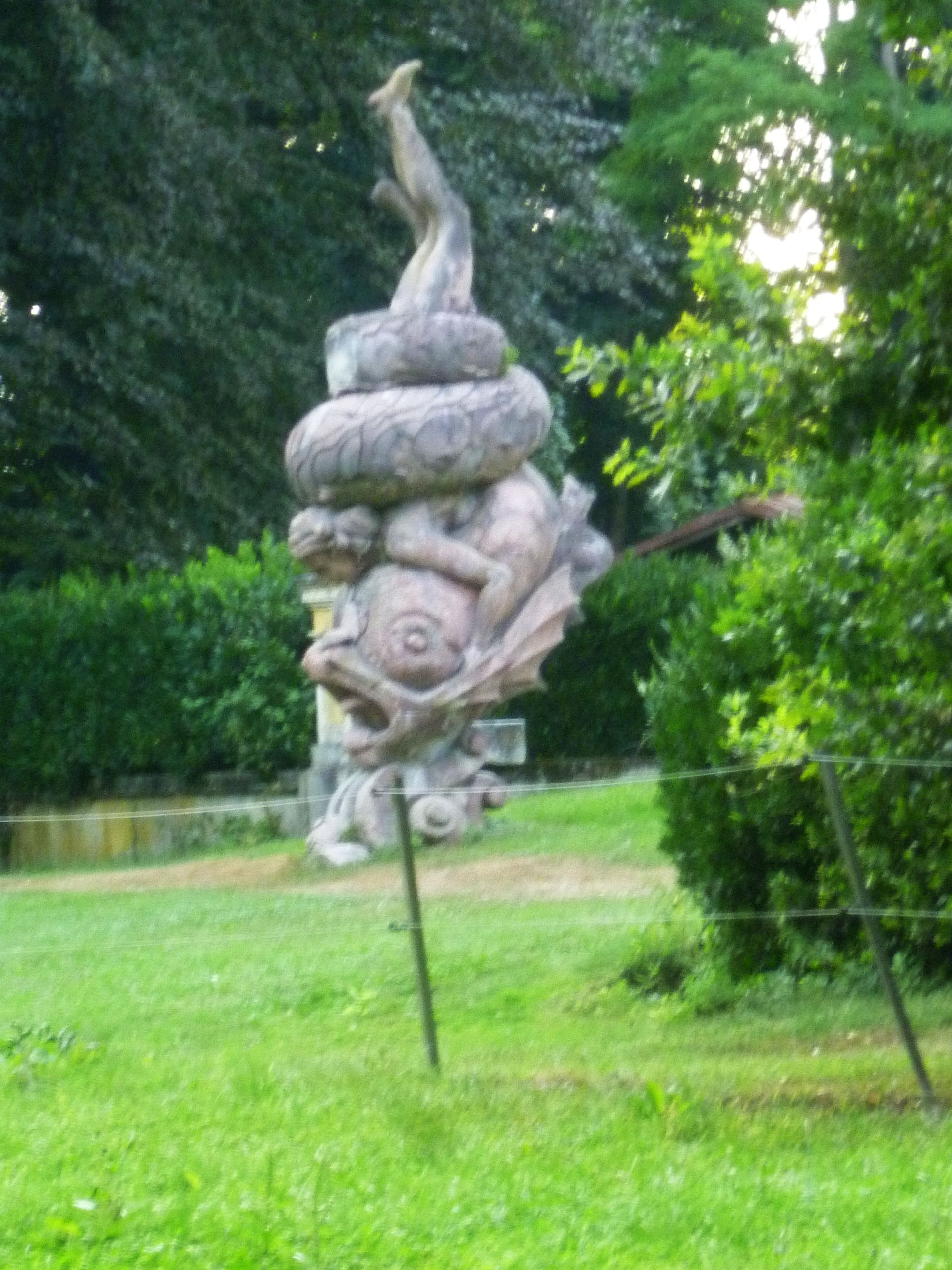
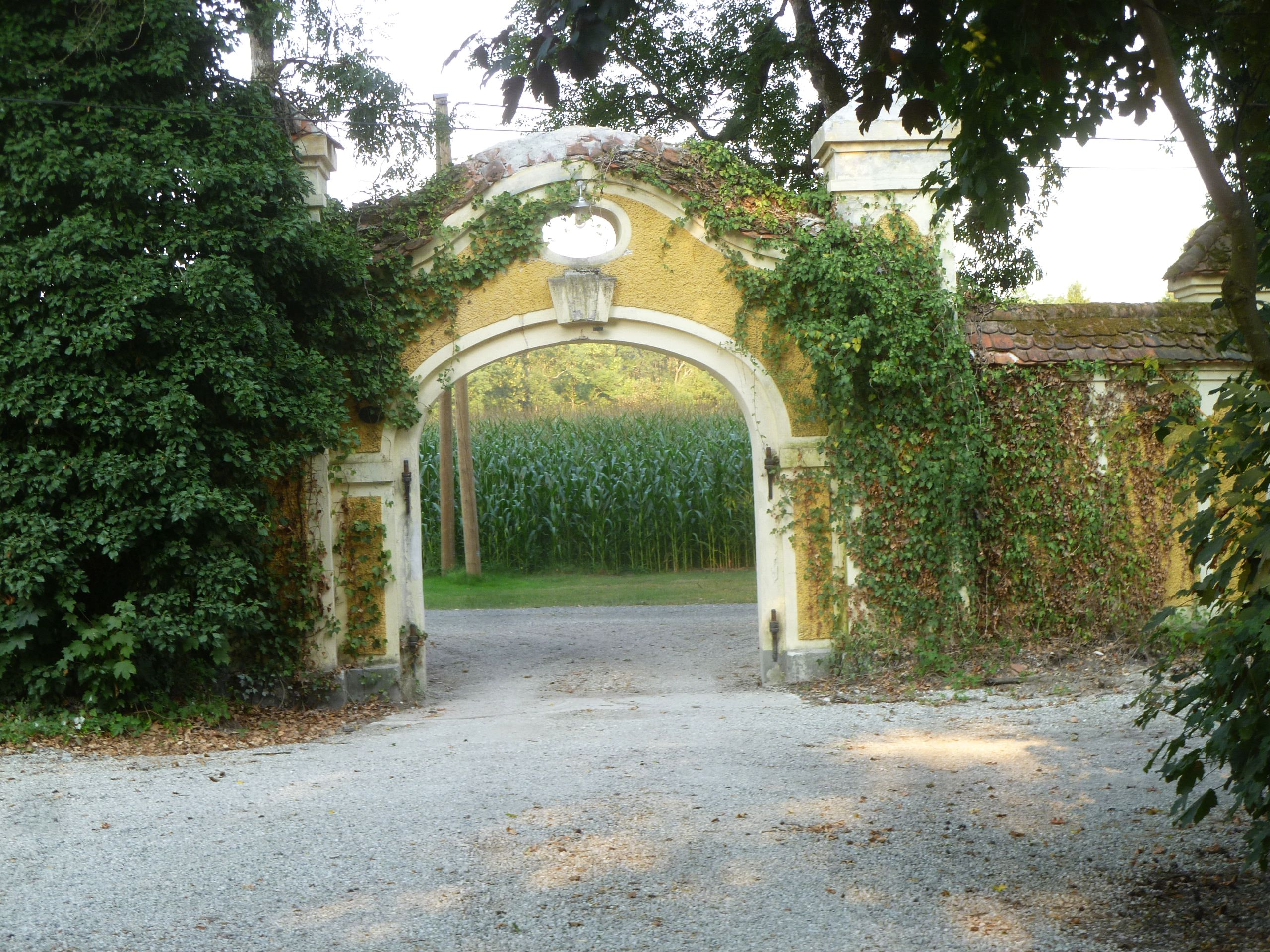
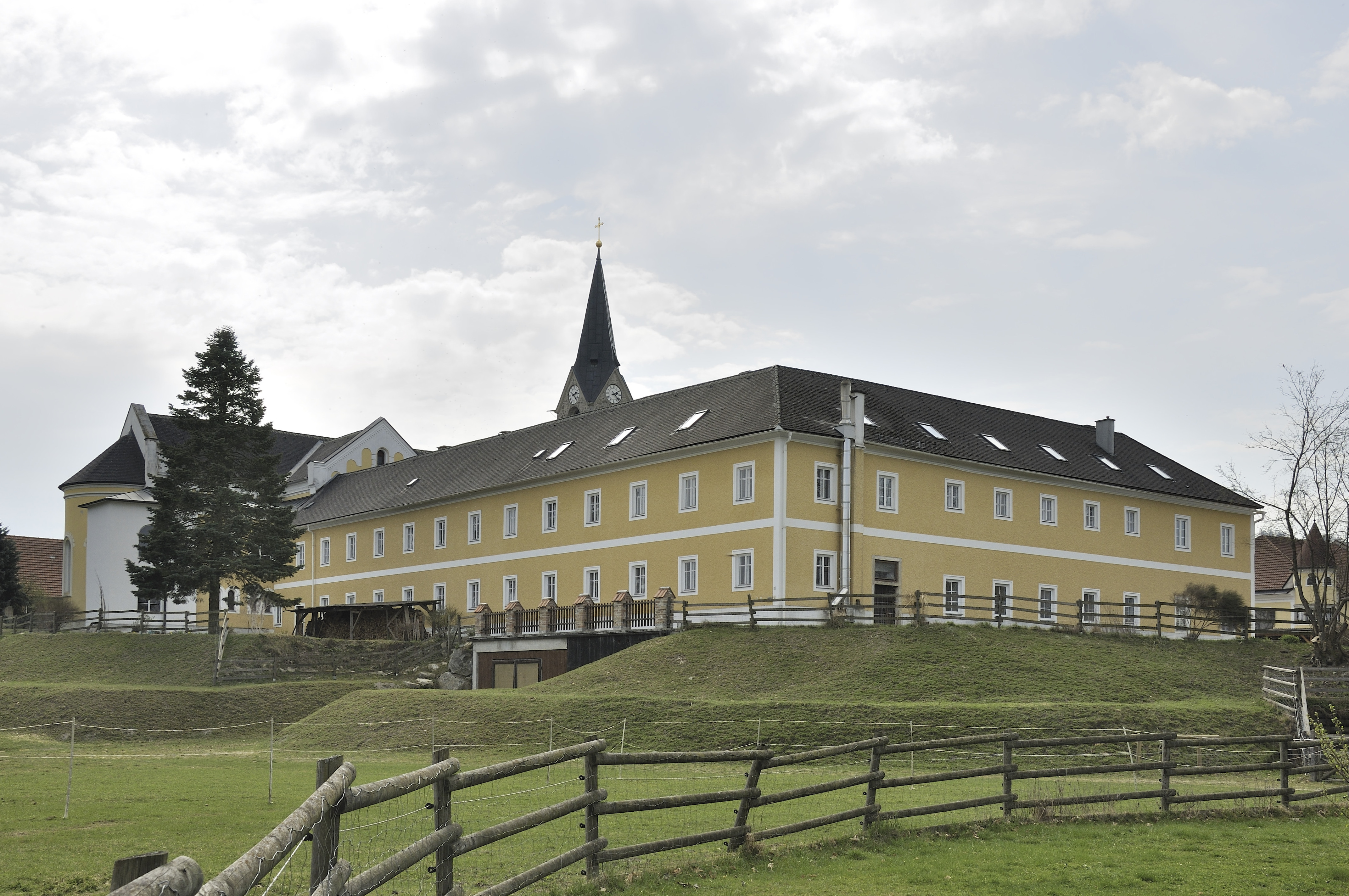
A klostor
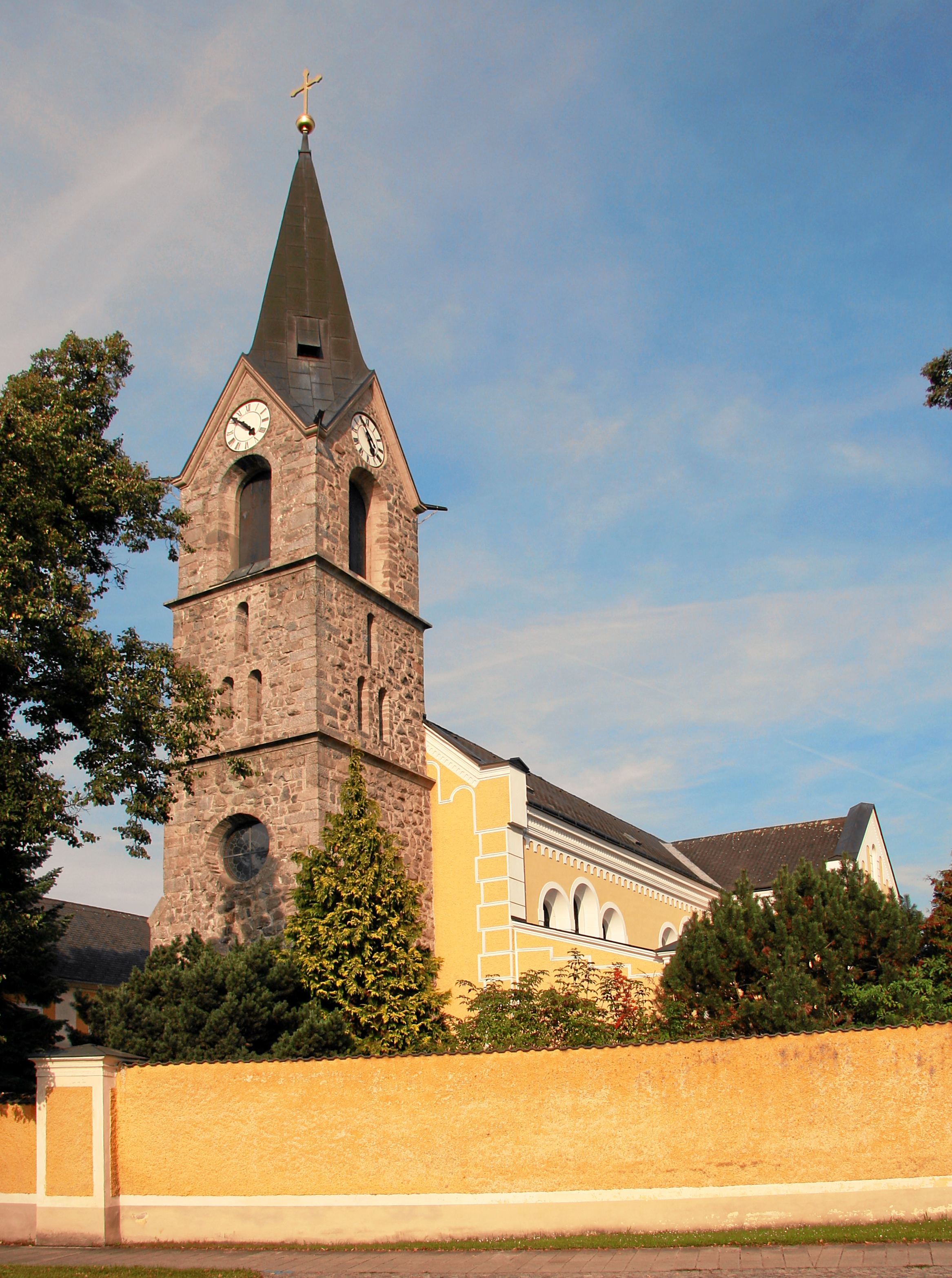
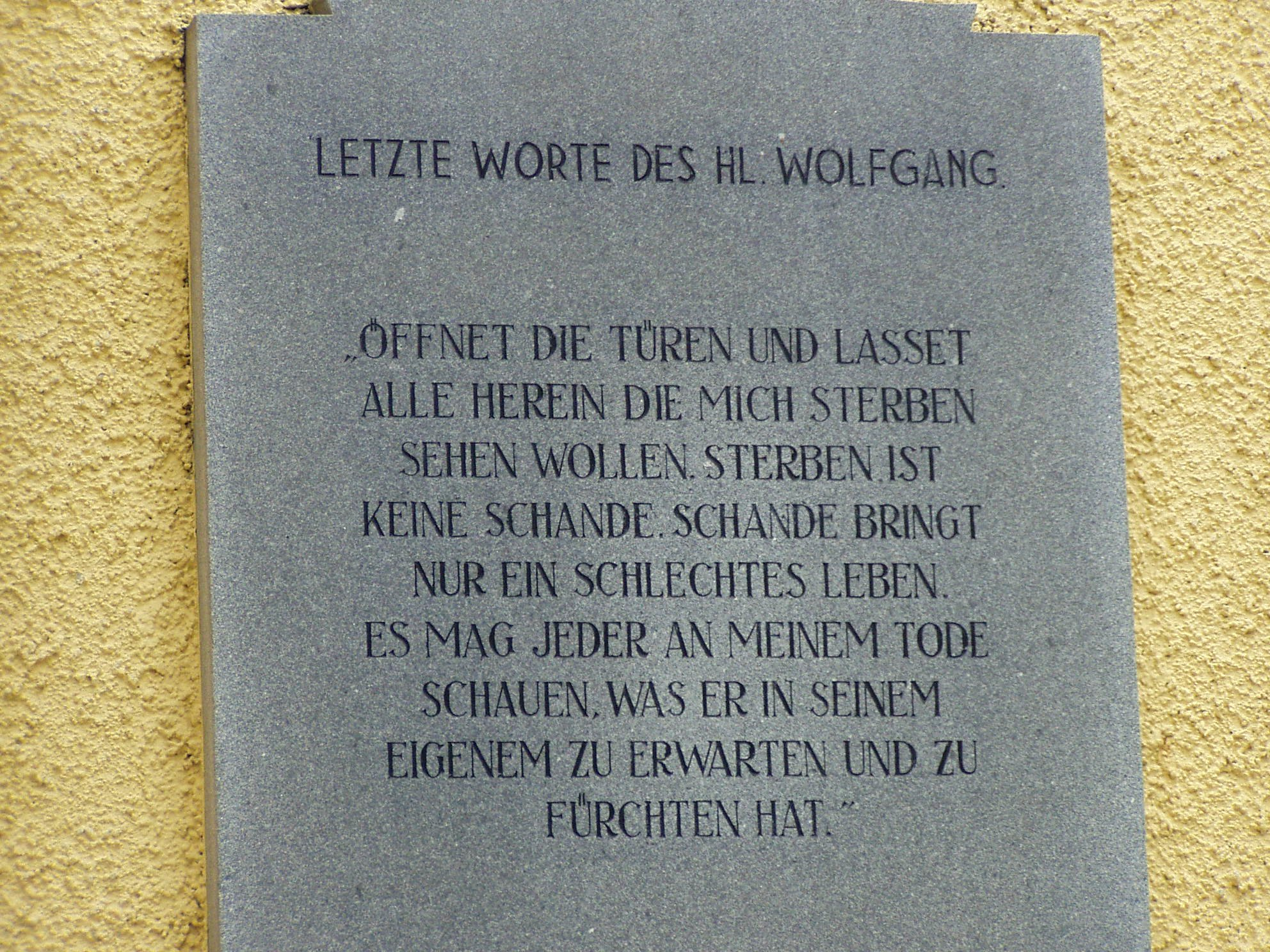
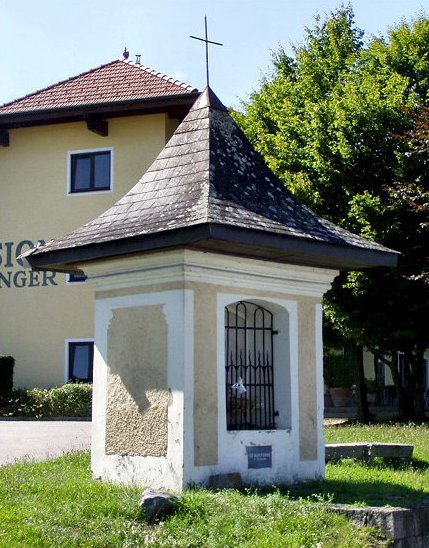
A kapolna
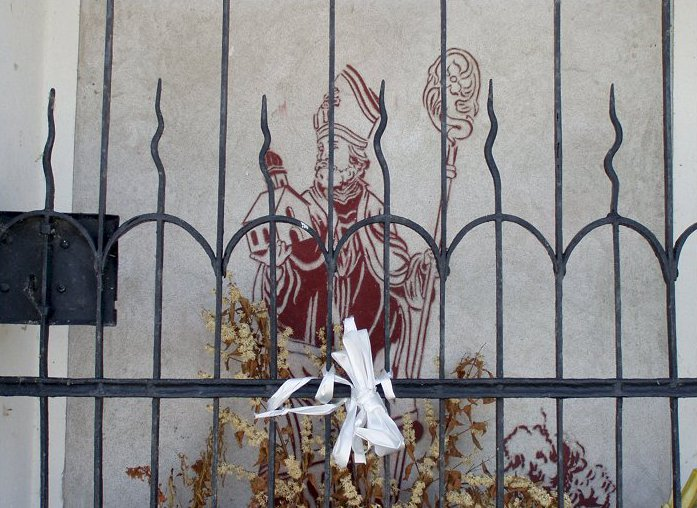
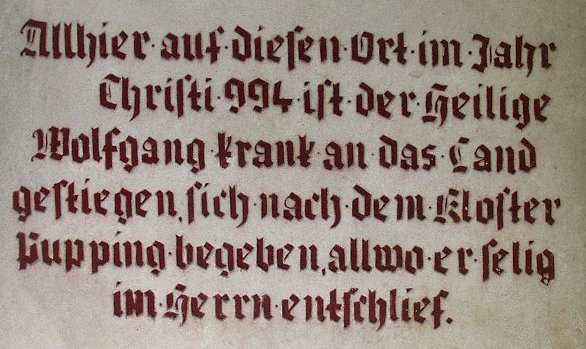